# 周丽宁
周丽宁（1967年8月—），女，汉族，山东莱州人，中华人民共和国政治人物，现任中共甘肃省委组织部副部长、甘肃省人力资源和社会保障厅党组书记、厅长。